# آمبولی هوا
آمبولی هوا (انگلیسی:Air embolism) یا به‌طور کلی آمبولی گاز، یک بیماری پاتولوژیک ناشی از یک حباب گاز، یا حباب، در یک سیستم عروقی است اگر چه یک آمبولی در زمینۀ پزشکی اشاره به هر گونه توده در حال حرکت یا نقص در جریان خون دارد. آمبولی هوا نیز ممکن است در آوند چوبی گیاهان آوندی رخ دهد، به ویژه هنگامی که گیاه مبتلا به افزایش فشار آب است.

## علایم و نشانه‌ها
هر غواصی که پس از تنفس در هر سطحی، هوشیاری خود را از دست بدهد یا پس از ۱۰ دقیقه اختلالات عصبی در وی ظاهر شوند، علایم وی به عنوان آمبولی هوا در نظر گرفته می‌شوند.
علائم این بیماری شامل:
- از دست دادن هوشیاری
- قطع تنفس
- سرگیجه و توهم شدید

- تشنج
- لرزش
- از دست دادن هماهنگی
- از دست دادن کنترل بدن
- بی‌حسی
- فلج شدن
- خستگی شدید
- ضعف در اندام
- مناطق احساس غیرطبیعی
- اختلالات بصری
- اختلالات شنوایی
- تغییرات شخصیتی
- اختلال شناختی
- تهوع یا استفراغ
- خلط خونی
- علائم دیگر عواقب شدید ریه مانند پنوموتوراکس، آمفیزم زیر جلدی یا مدیاستن نیز ممکن است وجود داشته باشند.

## دلایل
مقداری هوا معمولاً در حین عمل جراحی و سایر اقدامات پزشکی وارد گردش خون می‌شوند. این آمبولی هوا در سیاهرگ‌ها وجود دارد و در شش‌ها متوقف می‌شود.

آمبولی هوا می‌تواند منجر به مرگ شود اگر حباب بزرگی به قلب برسد و مانع از پمپاژ خون از بطن راست به ریه‌ها شود. با این حال، آزمایش بر روی حیوانات نشان می‌دهد که مقدار گاز لازم برای این اتفاق کاملاً متغیر است. گزارش‌ها در مورد انسان نشان می‌دهند که تزریق بیش از ۲۰ میلی لیتر هوا به داخل سیستم وریدی در میزان بالاتر از 100 میلی لیتر / ثانیه می‌تواند کشنده باشد.

آمبولی گاز در شریان‌ها، آمبولی هوای سرخرگی (AGE) نامیده می‌شود که نسبت به آمبولی هوای سیاهرگی مسئله‌ای جدی تر و خطرناک تر است. چرا که وجود حباب گاز در سرخرگ می‌تواند موجب توقف خونرسانی به مناطقی که توسط سرخرگ‌ها تغذیه می‌شوند، بشود. علایم آن هم بستگی به منطقۀ آمبولی در جریان خون دارد و می‌تواند منجر به سکته مغزی یا حمله قلبی شود.